# دروازه

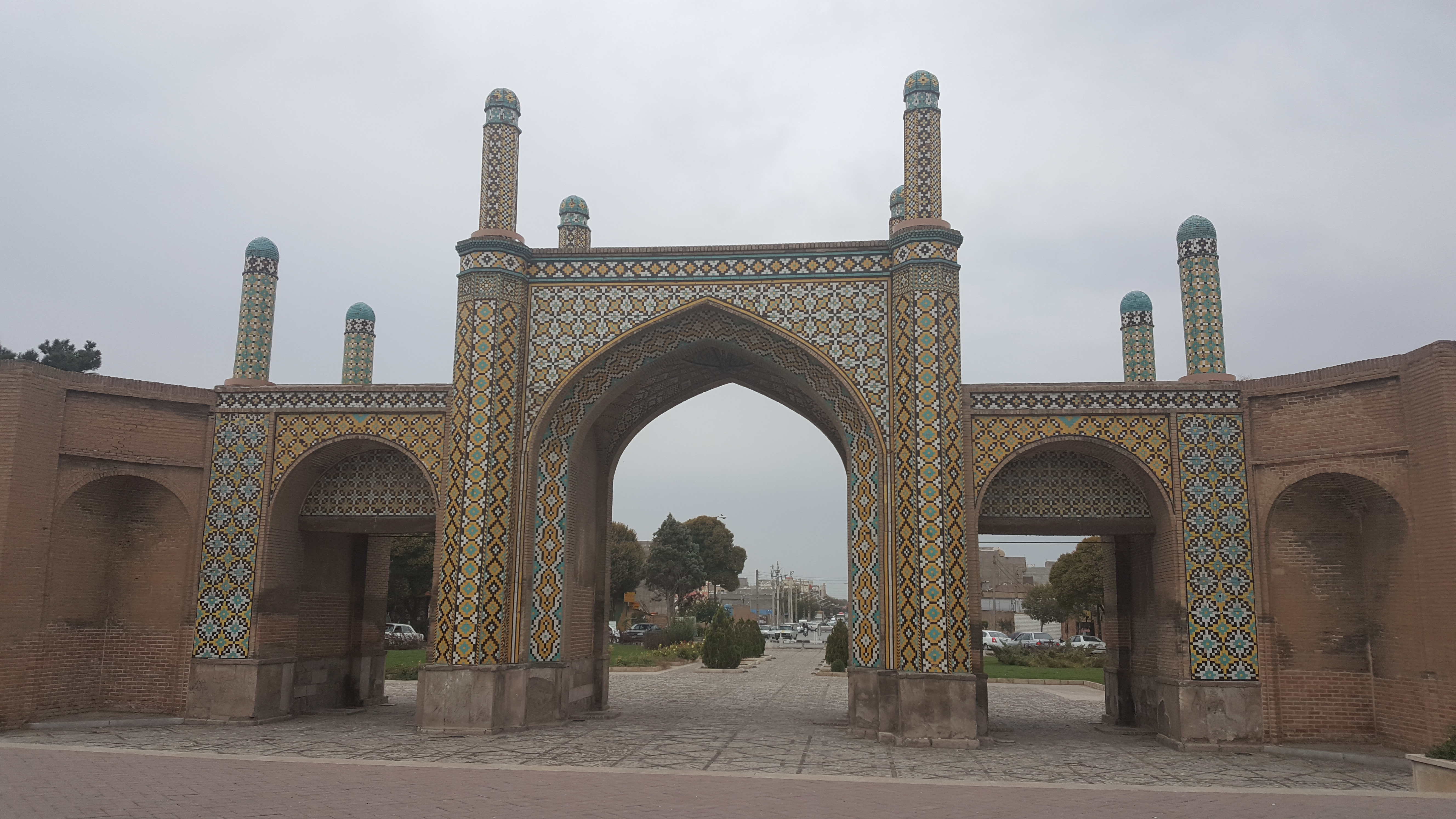
دروازه تهران قدیم در قزوین

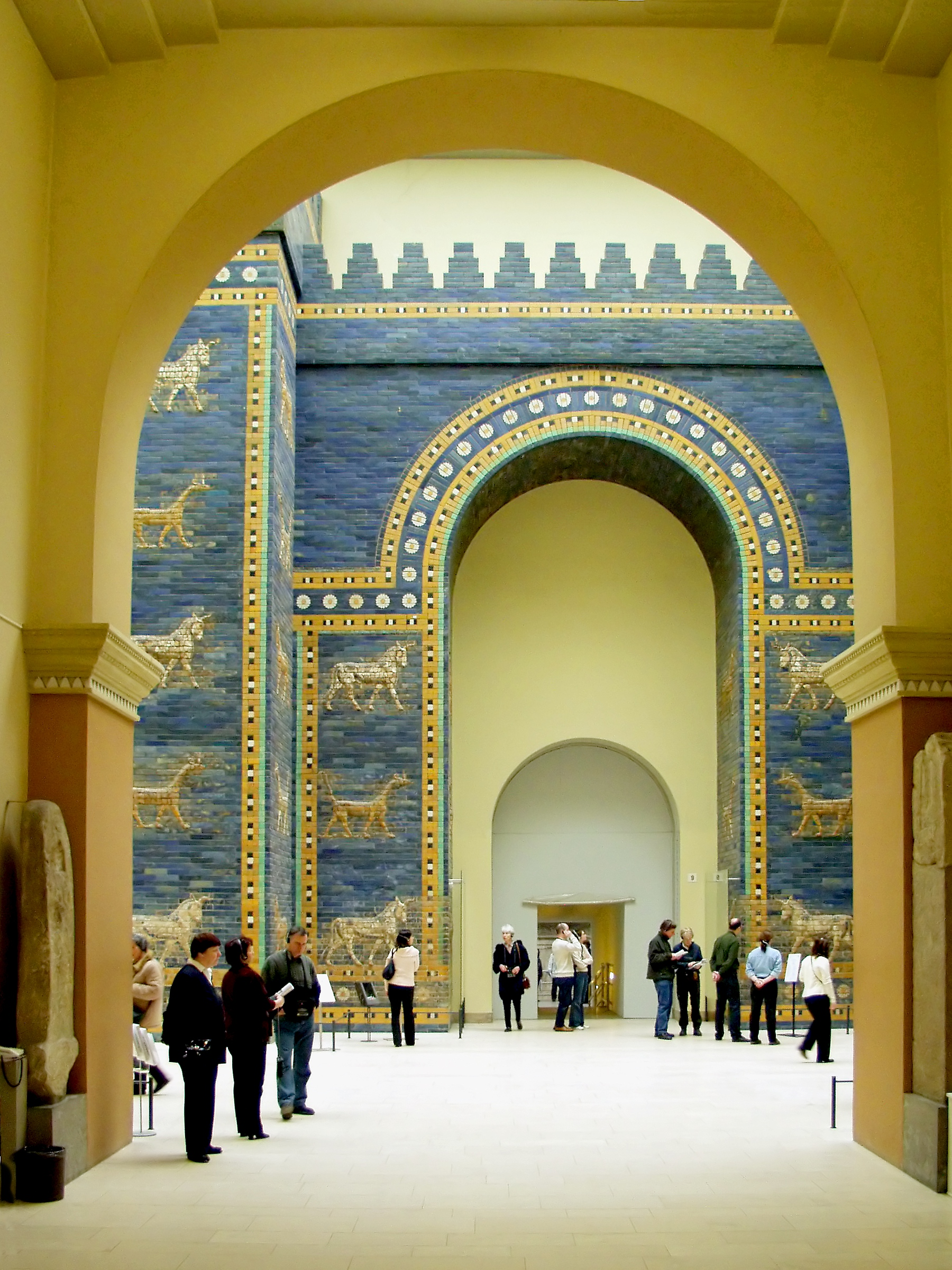
دروازه ایشتار قدیمی‌ترین دروازه شهر موجود

دروازه به محل ورودی یک دیوار یا حصار گفته می‌شود. به ویژه در بزرگ یک شهر، روستا، کاروانسرا، قلعه و باغ، به عنوان «دروازه» شناخته می‌شود.
دروازه‌ها در قدیم به عنوان مکان‌های آستانه‌ای برای عبور و گذار مطرح بوده‌اند. امروزه با فروریزی حصارها هرچند کالبد دروازه‌ها تغییر شکل یافته اما مکان آنها همواره تداعی کننده خاطره‌های جمعی شهروندان بوده و می‌تواند باعث خوانایی شهر و بیان کننده هویت مدنی شهر گردد.

## جنبه معناشناسانه
اصطلاح سنتی «باب» چه با توجه به شهرسازی و چه ادبیات، دلالت بر حرکت از میان فضایی مشخص دارد که در مدت زمان معینی انجام می‌گیرد. «دروازه» یا «باب» به معنی در بزرگ شهر، قریه، قلعه، قصبه، ده، کاروانسرا و مانند است.

## جنبه تاریخی و نمادین
در گذشته دروازه‌های شهر و فضاهای پیرامون آنها، مکانهای با ارزش و مقدس به‌شمار می‌آمدند. آیین گشودن و گذر از یک دروازه، مراسم ویژه ای را طلب می‌کرد.همچنین دروازه در گذشته شاهدی بر وضعیت اجتماعی شهر به‌شمار می‌آمده‌است و در فرهنگ‌های کهن شرق مکان‌های داوری را در همین‌جا بنا می‌نهادند.در شهرهای ایران باستان، شار ساسانی چون شار پارسی، بر مبنای باورهای دینی و متأثر از مقوله جهان بینی معمولا به حصاری ختم می‌گردد که برای یادآوری جهات و عناصر اربعه، چهار دروازه به چهار سوی عالم دارد.

## جنبه کارکردی
دروازه‌ها می‌توانند نقش‌های کارکردی متفاوتی داشته باشند ابعاد کارکردی دروازه‌ها را می‌توان به شش دسته تقسیم کرد: 'نقش ارتباطی، دفاعی و امنیتی، اقتصادی، اجتماعی،'یادمانی و بصری. از آنجا که در شهر معاصر کالبد دروازه‌های قدیم با کارکرد گذشته آن از بین رفته‌است، از میان دروازه‌های باقیمانده، چه به جهت کالبد و چه به جهت خاطره ای، تنها جنبه یادمانی و بصری آنها می‌توانند به‌طور خاص مطرح باشد. در این صورت دروازه ماورای یک عملکرد ساده، می‌تواند در ساختار شهر به عنوان عنصر نمادین مطرح گردد.

## نگارخانه

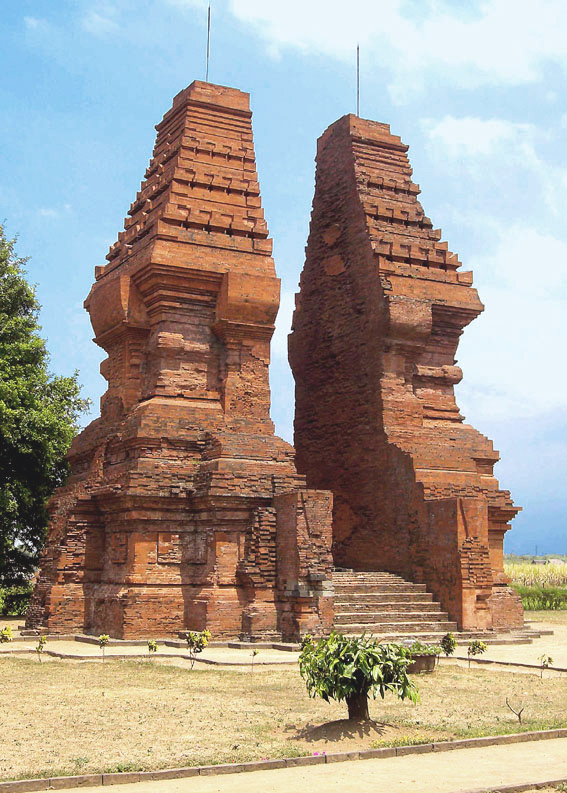
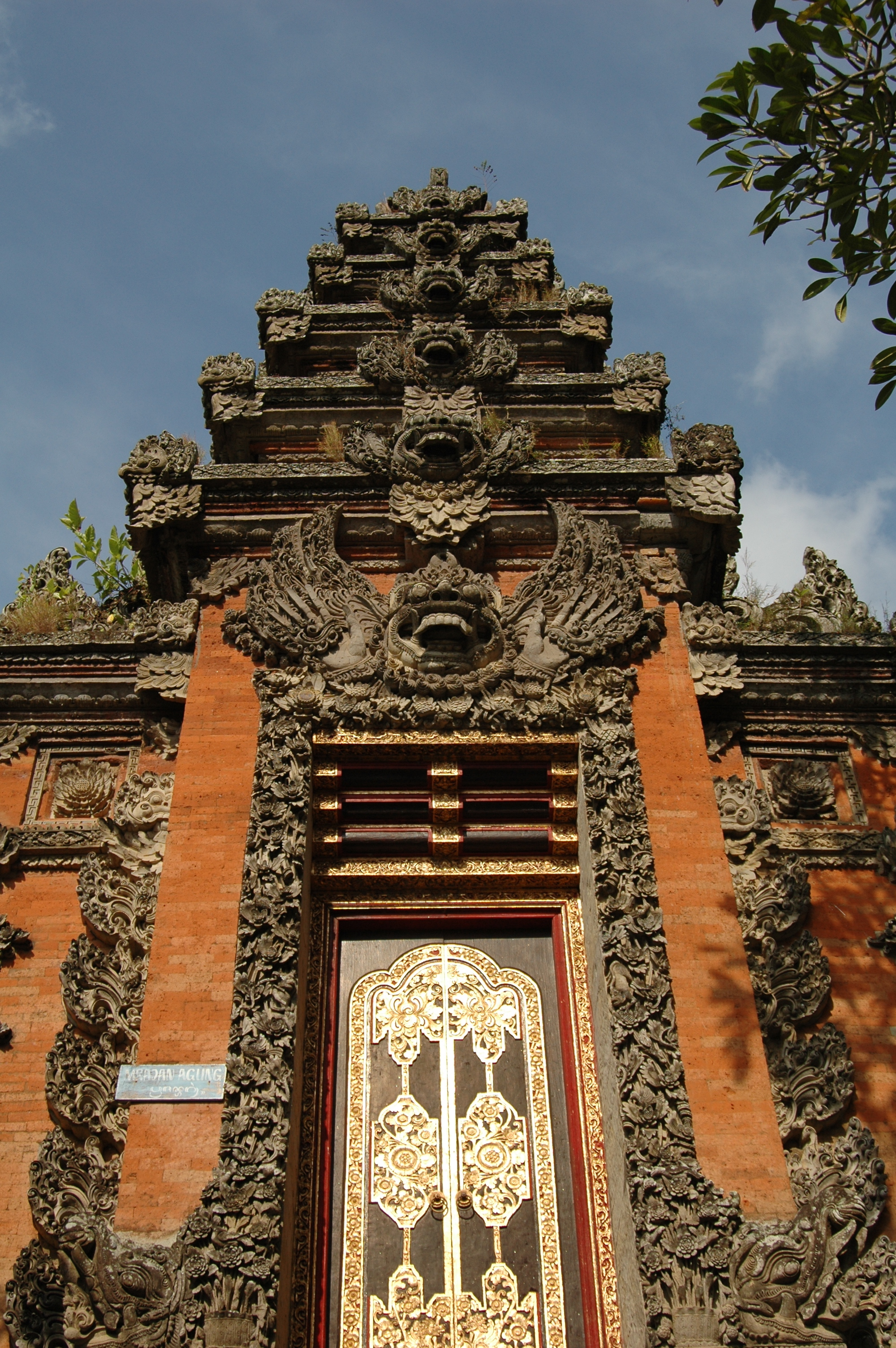
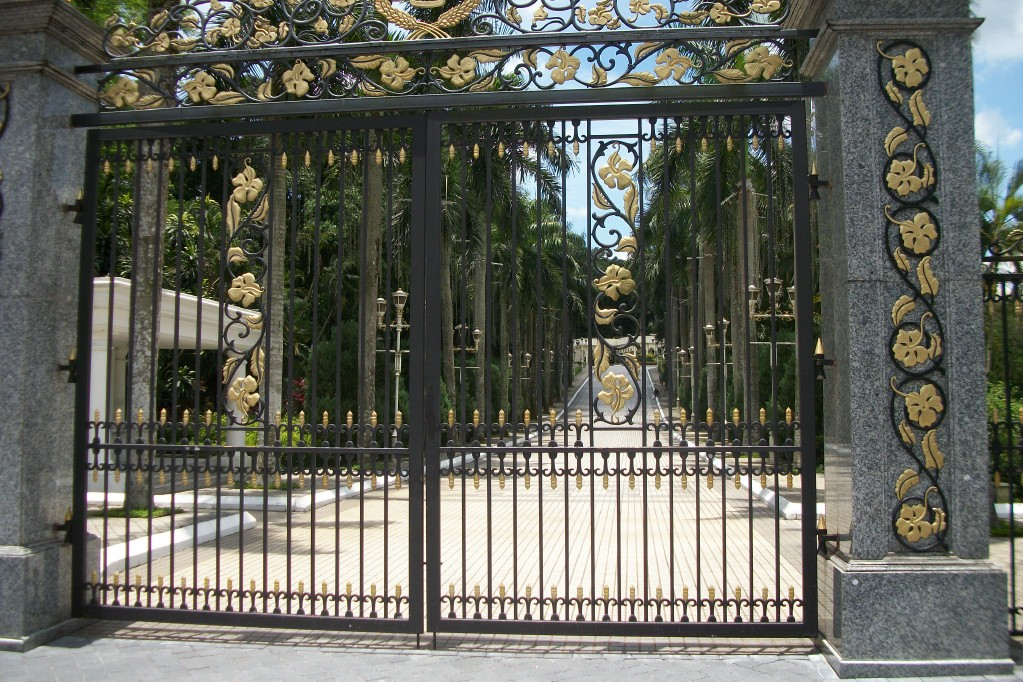
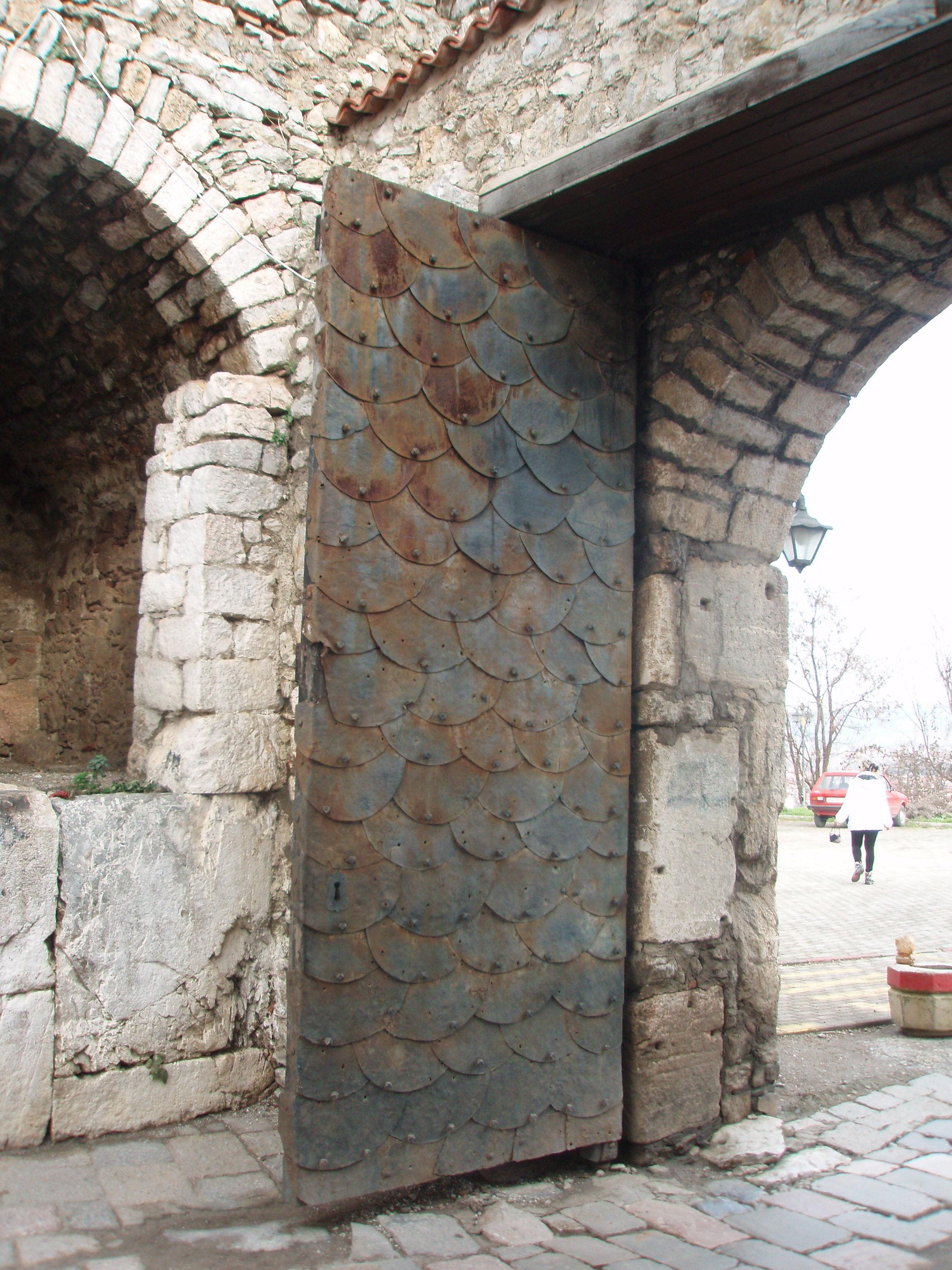
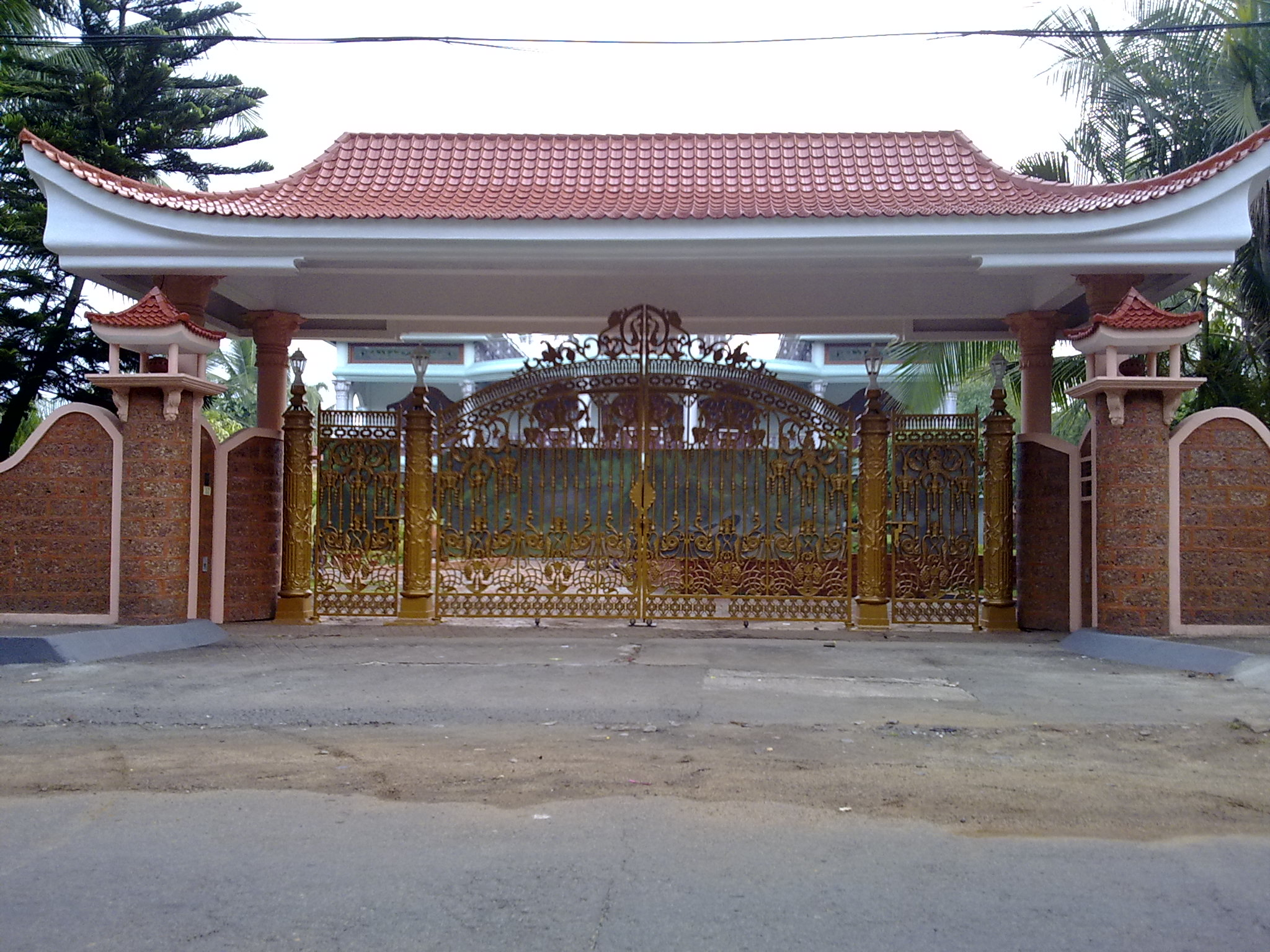
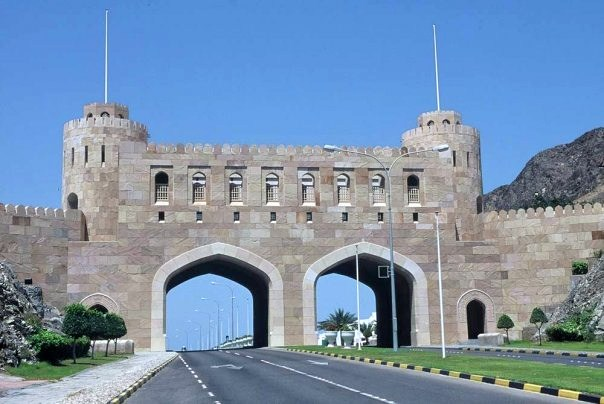
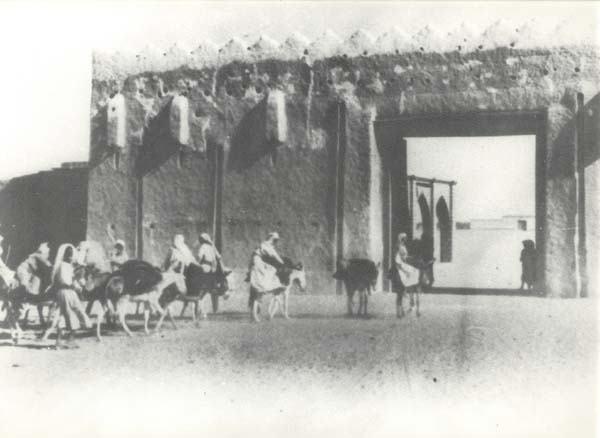
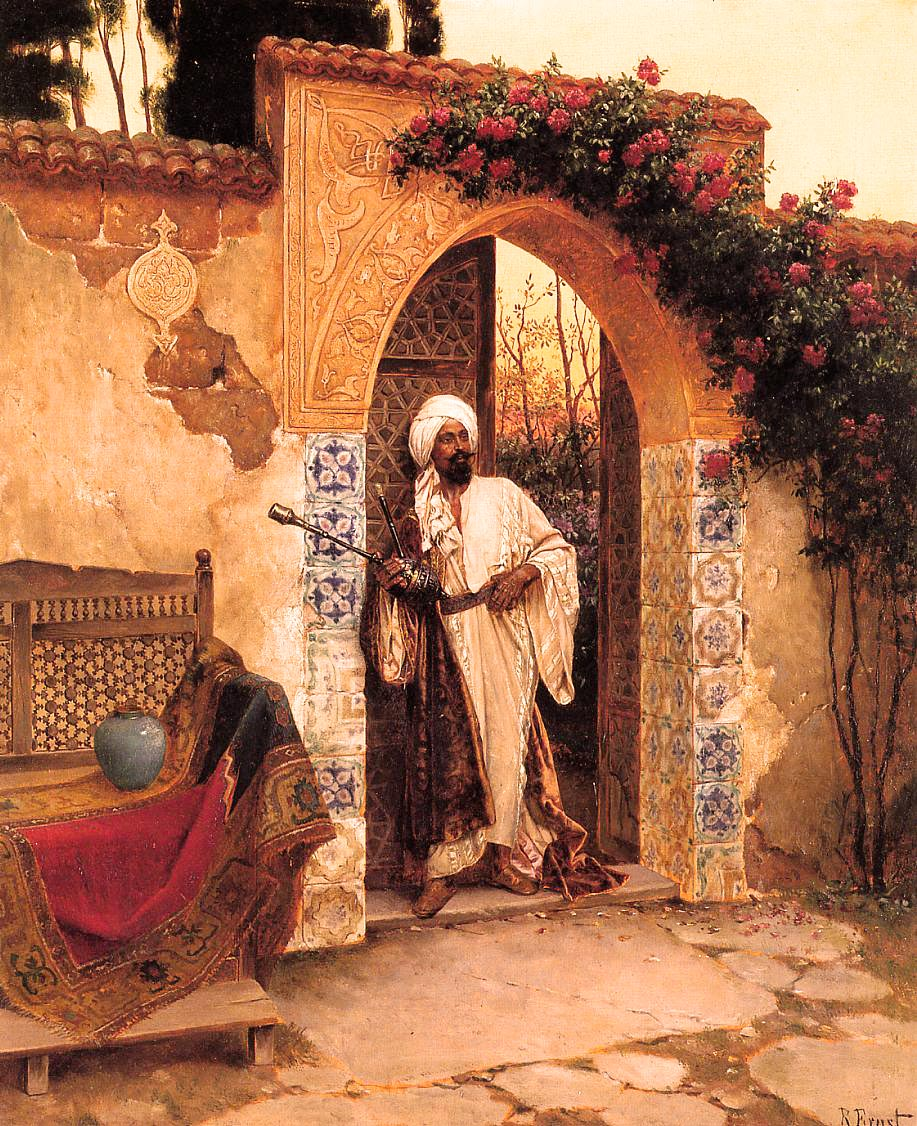
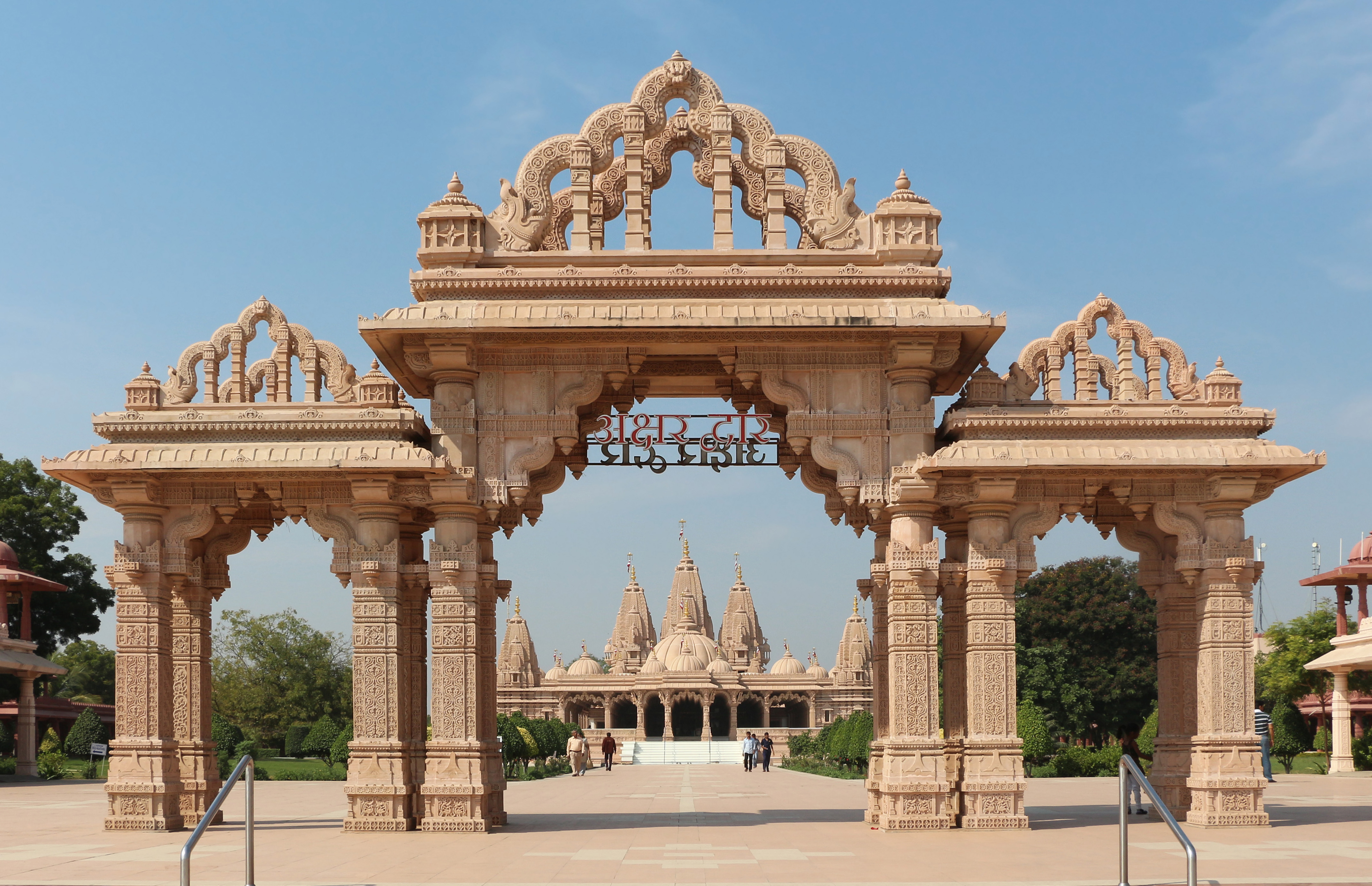
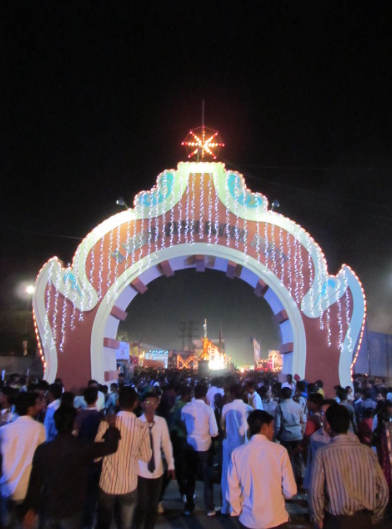
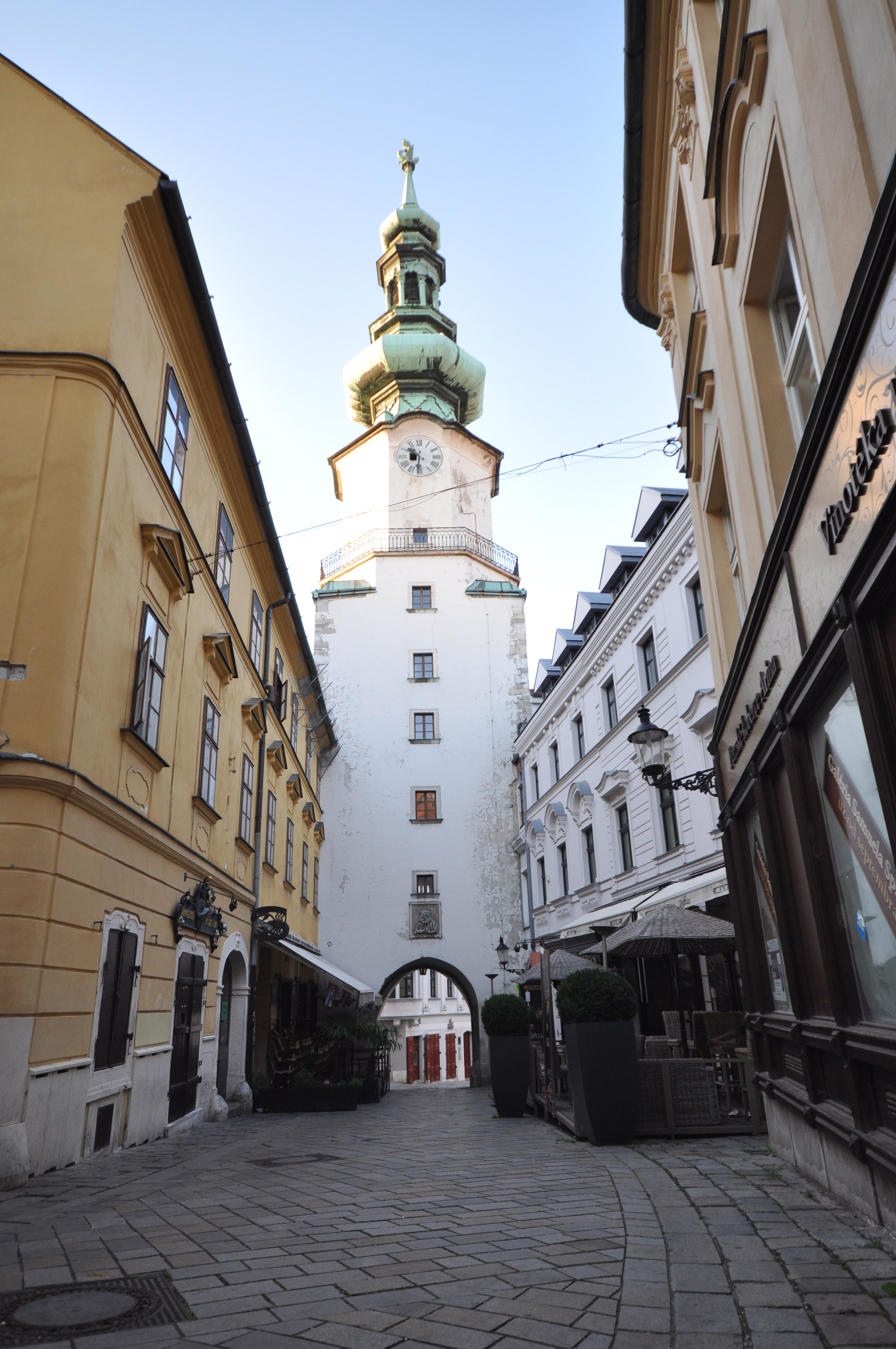
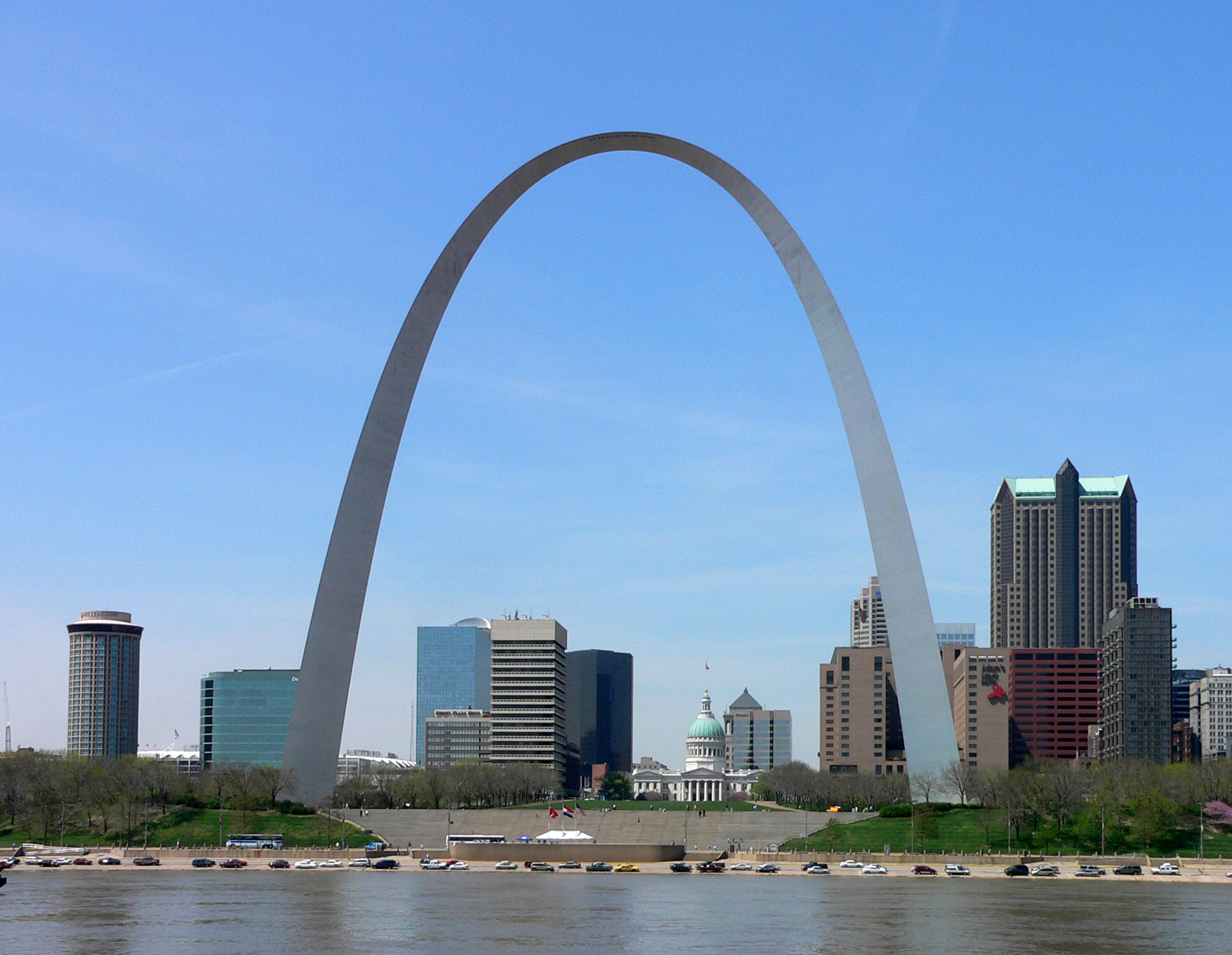
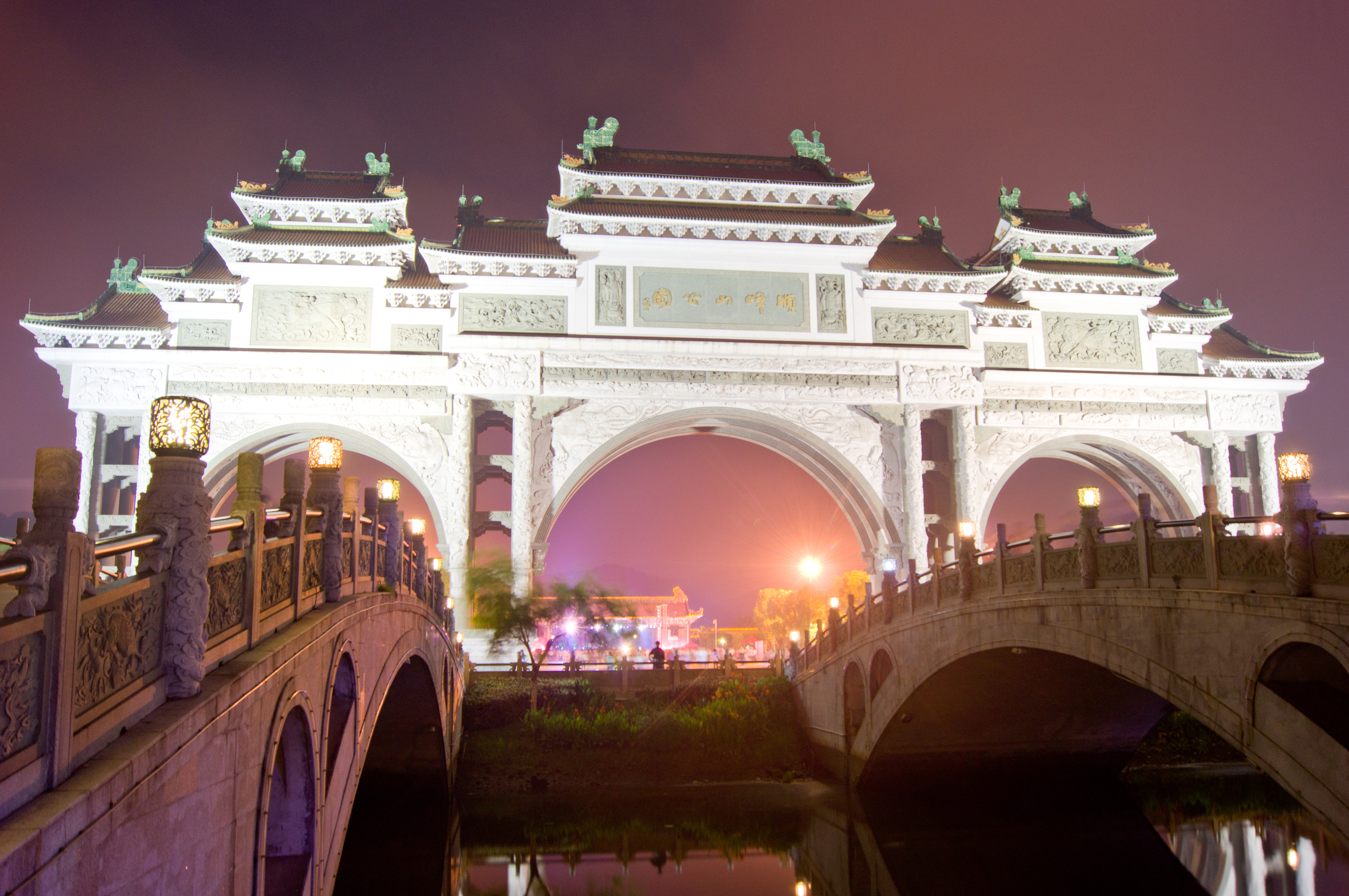
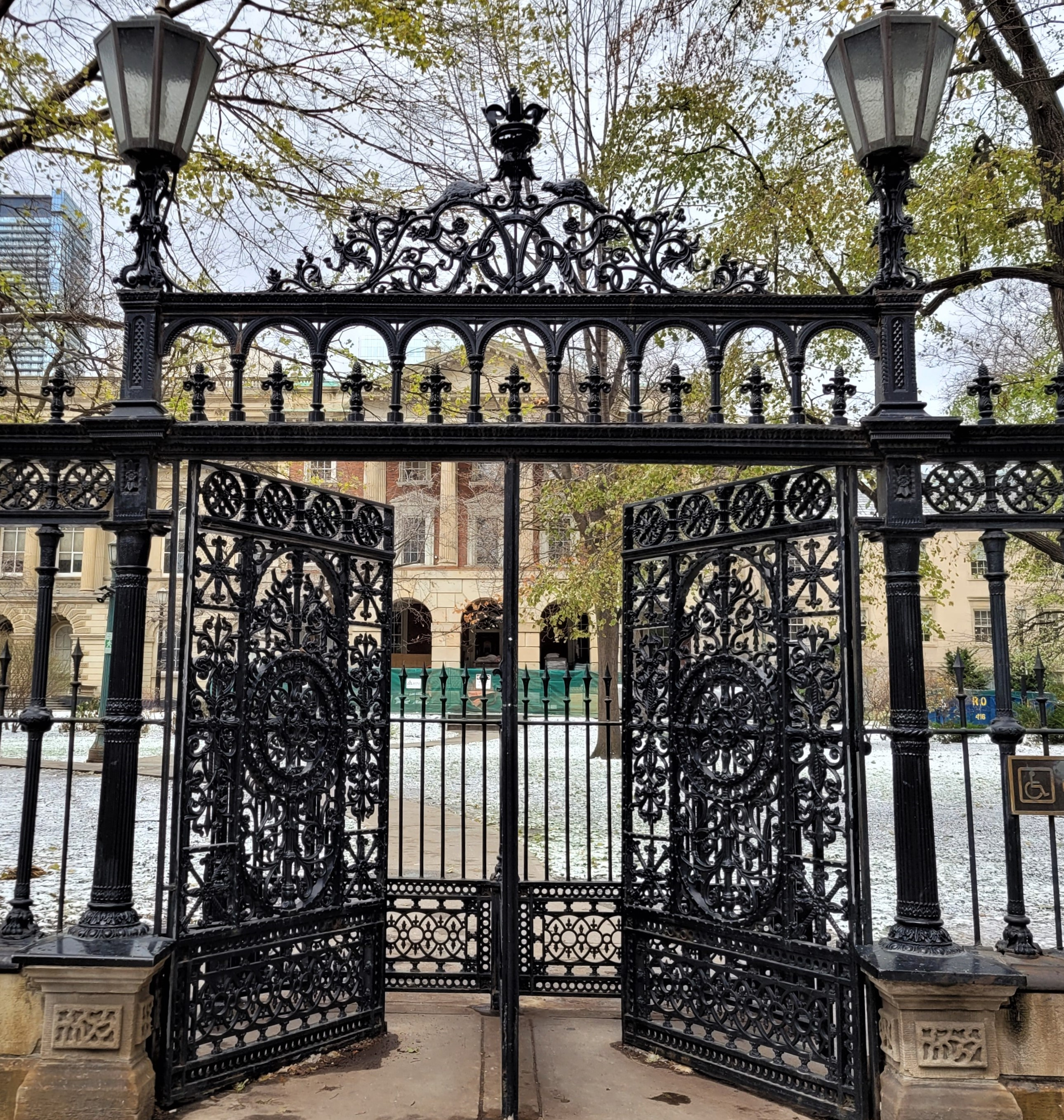
گیت اهنی ازگود هال در شهر تورنتو